# Jacqui Smith
Jacqueline Jill Smith (Malvern, 3 de novembro de 1962) é uma comunicadora britânica, comentarista política e ex-política do Partido Trabalhista. Ela foi Membro do Parlamento (MP) por Redditch de 1997 a 2010. Ela serviu como Secretária do Interior de Gordon Brown de 2007 a 2009 e foi a primeira mulher a ocupar o cargo.

## Educação
Jacqueline Jill Smith nasceu e foi criada em Malvern, Worcestershire. Ela frequentou o Hertford College, Oxford, antes de estudar para ser professora no Worcester College of Higher Education e seguir carreira como professora de economia e estudos de negócios. Ela foi eleita para Redditch nas eleições gerais de 1997. Ela ingressou no governo em 1999 e ocupou uma série de cargos ministeriais durante o governo do primeiro-ministro Tony Blair. Na remodelação do gabinete de 2006, ela foi promovida a Chief Whip.[carece de fontes?]
Após a formação do ministério Brown em 2007, Jacqueline Smith tornou-se a primeira mulher Secretária do Interior. Ela renunciou ao cargo de Secretária do Interior em junho de 2009, após seu envolvimento no escândalo de despesas parlamentares, no qual alegou falsamente que um quarto na casa de sua irmã era sua casa principal; ela também foi objeto de controvérsia depois que se descobriu que seu marido havia usado o dinheiro do contribuinte para comprar vídeos pornográficos. Jacqueline Smith, uma das figuras de maior destaque envolvidas no escândalo, perdeu então seu assento como deputada por Redditch nas eleições gerais de 2010. Depois de deixar a Câmara dos Comuns, ela permaneceu na vida pública como analista política e assumiu funções em vários outros setores, como saúde e mídia.[carece de fontes?]

## Juventude e carreira
Jacqueline Smith nasceu em Malvern, Worcestershire. Ela frequentou a Dyson Perrins High School em Malvern. Seus pais eram professores, e ambos vereadores trabalhistas, embora sua mãe tenha aderido brevemente ao Partido Social Democrata. Seu parlamentar local, o backbencher conservador Michael Spicer, relembrou no Parlamento em 2003 como a conheceu quando discursou para o sexto ano na The Chase School, onde sua mãe era professora; ele brincou: "Tão grande foi minha eloquência que ela imediatamente saiu correndo e se juntou ao Partido Trabalhista." Jacqueline Smith obteve uma vaga para estudar filosofia, política e economia no Hertford College, Oxford.
Depois de se formar, ela se mudou para Londres e trabalhou como pesquisadora do parlamentar trabalhista Terry Davis.
Decidindo que queria uma carreira fora da política, Jacqueline Smith saiu de Londres e obteve um Certificado de Pós-Graduação em Educação do Worcester College of Higher Education. Trabalhando como professora, ela ensinou economia na Arrow Vale High School em Redditch, de 1986 a 1988, e no Worcester Sixth Form College, antes de se tornar chefe de economia e coordenadora geral nacional de qualificação vocacional na Haybridge High Escola, Hagley em 1990. Durante este tempo, Jacqueline Smith ocupou cargos no Partido Trabalhista local e fez campanha em nome do partido.
Jacqueline trabalhou como secretária da Organização Nacional dos Estudantes Trabalhistas e se descreve como tendo uma "formação feminista". Ela serviu no Redditch Borough Council de 1991 a 1996, onde presidiu o comitê de desenvolvimento. Jacqueline Smith não teve sucesso na tentativa de ser eleita deputada (trabalhista) para a cadeira conservadora segura de Mid Worcestershire nas eleições gerais de 1992, apesar de ter alcançado um percentual de 4,9%. No início de 1997, ela foi identificada pelo The Independent como uma potencial futura membra do gabinete.

## Carreira política

### Membro do Parlamento
Jacqueline Smith foi selecionada por meio de uma lista composta apenas por mulheres como candidata trabalhista para Redditch, um novo eleitorado criado após uma revisão de limites. Ela ganhou a cadeira nas eleições gerais de 1997, como parte de um (então) número recorde de deputadas eleitas para a Câmara dos Comuns.[carece de fontes?]
Jacqueline entrou no Governo em julho de 1999, como Subsecretária de Estado Parlamentar no Departamento de Educação e Emprego, trabalhando com a Ministra dos Padrões Escolares, Estelle Morris. Ela então se tornou Ministra de Estado do Departamento de Saúde após as eleições gerais de 2001. Ela foi nomeada vice-ministra da Mulher em 2003, trabalhando ao lado da secretária de Estado Patricia Hewitt. Nesta função, ela publicou as propostas do governo para o casamento civil entre pessoas do mesmo sexo, um sistema concebido para oferecer aos casais do mesmo sexo uma oportunidade de obter reconhecimento legal para as suas relações com um conjunto associado de direitos e responsabilidades.[carece de fontes?]
Nas eleições gerais de 2005, Jacqueline Smith teve uma maioria de apenas 2.716 (6,7% dos votos), devido a mudanças nos critérios.

### Ministra das Escolas
Após as eleições gerais de 2005, Jacqueline Smith foi nomeado Ministra de Estado das Escolas do Departamento de Educação e Competências, substituindo Stephen Twigg, que havia perdido o cargo. Fontes sindicais de professores afirmaram que Jacqueline Smith "falou conosco no mesmo nível".

### Chefe de Gabinete
Na remodelação do gabinete de 2006, Jacqueline Smith foi nomeado chefe do governo. Num período em que os apoiantes de Gordon Brown pressionavam o primeiro-ministro Tony Blair a demitir-se, ela conseguiu acalmar a situação. O editor político da BBC, Nick Robinson, descreveu-a como sendo eficaz em "fazer a paz entre as facções beligerantes de Blair e Brown".
Jacqueline Smith foi considerada uma Blairista leal durante o governo de Tony Blair, uma posição refletida em seu histórico de votação, e ela foi levada às lágrimas pela aparição de despedida de Blair na Câmara dos Comuns.

### Secretário do Interior
Na primeira remodelação do gabinete de Gordon Brown, em 28 de junho de 2007, Jacqueline Smith manifestou interesse em se tornar Secretária de Estado da Educação, mas foi nomeada Secretária do Interior. Ela se tornou a primeira mulher a ocupar o cargo e a terceira mulher a ocupar um dos Grandes Cargos de Estado, depois de Margaret Thatcher (Primeira-Ministra) e Margaret Beckett (Secretária de Relações Exteriores). Apenas um dia depois de seu novo trabalho, bombas foram encontradas em Londres e um ataque terrorista ocorreu em Glasgow no dia seguinte.
Em 24 de Janeiro de 2008, ela anunciou novos poderes para a polícia, incluindo a proposta para permitir que os serviços de aplicação da lei detenham suspeitos de terrorismo ou pessoas ligadas ao terrorismo por até 42 dias sem acusação. No mesmo mês, Jacqueline Smith disse que não se sentiria segura nas ruas de Londres à noite. Os críticos sugeriram que as suas declarações eram uma admissão de que o governo não conseguiu combater o crime de forma eficaz. Jacqueline Smith também introduziu legislação para endurecer as leis de prostituição da Inglaterra e do País de Gales, tornando crime pagar por sexo com uma prostituta controlada por um cafetão, com a possibilidade de que qualquer pessoa pega pagando por sexo com uma mulher traficada ilegalmente pudesse enfrentar acusações criminais.
Jacqueline Smith introduziu um esquema de mapeamento do crime para permitir que os cidadãos da Inglaterra e do País de Gales acessassem informações locais sobre o crime e como combatê-lo. Como Ministra do Interior, ela conseguiu anunciar que os crimes menores diminuíram ano após ano sob o governo trabalhista, e continuou a fazê-lo em 2008.
Jacqueline Smith conseguiu aprovar os planos de lei de detenção de 42 dias na Câmara dos Comuns, apesar da forte oposição. A Câmara dos Lordes votou esmagadoramente contra a lei, com alguns dos Lordes supostamente caracterizando-a como "fatalmente falha, mal pensada e desnecessária", afirmando que "ela procura minar ainda mais os direitos legais e civis fundamentais". Em março de 2009, Jacqueline Smith publicou a primeira Estratégia Antiterrorista pública.
Quando o deputado conservador Damian Green foi preso em seu gabinete do Commons, Jacqueline Smith afirmou que não foi informada da prisão iminente. A Polícia Metropolitana disse que Green foi "preso sob suspeita de conspirar para cometer má conduta em um cargo público e de ajudar e encorajar, aconselhar ou obter má conduta em um cargo público". Um funcionário júnior do Ministério do Interior, Christopher Galley, foi posteriormente preso pelos mesmos supostos crimes de Green e foi libertado sob fiança. Ele não foi acusado, mas foi suspenso de seu trabalho no Ministério do Interior enquanto a investigação continuava. Mais tarde, ele foi demitido de seu cargo por má conduta grave. Green não contestou ter negociado com o funcionário do Ministério do Interior.
Em março de 2009, no auge do furor das despesas, uma pesquisa vazada de membros do Partido Trabalhista revelou que Jacqueline Smith era considerada o membro do Gabinete com pior desempenho, com apenas 56% de seu partido acreditando que ela estava fazendo um bom trabalho.
Em outubro de 2018, o promotor-chefe do Noroeste da Inglaterra, Nazir Afzal, alegou na BBC Radio 4 que o Ministério do Interior havia emitido um memorando a todas as forças policiais em 2008, informando que as crianças vítimas de gangues de aliciamento paquistanesas haviam feito uma "escolha informada" e “não cabe a vocês, policiais, se envolverem”. Jacqueline Smith dirigia o Ministério do Interior na época desta suposta instrução.

#### Legislação de identidade nacional
Em maio de 2009, Jacqueline Smith anunciou que o custo da introdução do projeto da Carteira de Identidade Nacional (um esquema abandonado pelo novo governo de coalizão Liberal-Conservador, em maio de 2010) havia aumentado para cerca de £ 5,3 bilhões, e que primeiro se tornaria obrigatório para estudantes estrangeiros e funcionários do aeroporto. Foi planejado que os cartões seriam disponibilizados em lojas de rua a um custo estimado de £ 60. Jacqueline Smith defendeu a sua decisão de utilizar lojas de rua e afirmou que a esperança era tornar a inscrição no esquema uma experiência menos intimidante e facilitar o acesso aos cartões. Ela alegou, apesar das evidências em contrário, que a maioria da população era a favor do esquema. Noutra questão relacionada com a privacidade, Jacqueline Smith disse estar desapontada com a decisão do Tribunal Europeu dos Direitos Humanos de anular uma lei que permite ao governo armazenar o ADN e as impressões digitais de pessoas sem antecedentes criminais; em Dezembro de 2008, estimava-se que 850.000 dessas amostras de ADN estavam retidas na Inglaterra e no País de Gales. O seu compromisso foi reduzir o período de tempo durante o qual os dados poderiam ser mantidos, com um limite máximo de 12 anos. Isto foi contra o espírito da decisão do Tribunal.

#### Política de drogas
Em 19 de julho de 2007, Jacqueline Smith admitiu ter fumado cannabis algumas vezes em Oxford, na década de 1980. “Eu infringi a lei... eu estava errada... as drogas são erradas”, disse ela. Questionada sobre a razão pela qual os estudantes de hoje deveriam ouvir quando ela os exortou a não experimentarem a droga, ela disse que os perigos do consumo de cannabis se tornaram mais claros, incluindo problemas de saúde mental e a força crescente da droga ao longo dos últimos 25 anos. A admissão de Jacqueline Smith foi tornada pública um dia depois de Gordon Brown a ter nomeado chefe de uma nova revisão governamental da estratégia antidrogas do Reino Unido.
Em maio de 2008, contra as recomendações dos seus próprios consultores científicos, Jacqueline Smith reverteu a decisão do governo de 2004 de rebaixar a cannabis para uma droga de classe C, devolvendo-a ao status de classe B, com a mudança na lei entrando em vigor em 26 de janeiro de 2009. De acordo com seu consultor especialista em drogas, Professor David Nutt, a seguinte conversa ocorreu entre ele e Jacqueline Smith:

Smith: "Não é possível comparar os danos de uma atividade ilegal com os de uma atividade legal."

Nutt então perguntou se não se deve comparar os danos para ver se algo deve ser ilegal.

Smith (depois de uma longa pausa): "Não é possível comparar os danos de uma atividade ilegal com uma atividade legal."
Em fevereiro de 2009, Jacqueline Smith foi acusada por Nutt de tomar uma decisão política ao rejeitar o conselho científico de rebaixar o ecstasy de uma droga de classe A. O relatório do Conselho Consultivo sobre o Uso Indevido de Drogas (ACMD) sobre o ecstasy, baseado em um estudo de 12 meses, de 4.000 trabalhos acadêmicos, concluiu que ele não é nem de longe tão perigoso quanto outras drogas de classe A, como a heroína e o crack, e deveria ser rebaixados para a classe B, junto com as anfetaminas e a cannabis. O conselho não foi seguido; o governo afirmou que "não estava preparado para enviar uma mensagem aos jovens de que levamos o ecstasy menos a sério". Jacqueline Smith também foi amplamente criticada pela comunidade científica por intimidar o professor Nutt para que se desculpasse pelos seus comentários factuais de que, no decurso de um ano normal, mais pessoas morreram por cair de cavalos do que por consumirem ecstasy.

#### Lista de exclusão
Em 5 de maio de 2009, Jacqueline Smith nomeou 16 "indivíduos indesejáveis", incluindo assassinos condenados e defensores da violência, que deveriam ser proibidos de entrar no Reino Unido devido à sua alegada ameaça à ordem pública. Controversamente, a lista de exclusão incluía o franco apresentador de rádio americano Michael Savage, que instruiu os advogados de Londres a processar Jacqueline Smith por "alegações difamatórias sérias e prejudiciais".
Uma porta-voz do Ministério do Interior disse: “A ministra do Interior deixou claro que, se tal caso fosse instaurado, qualquer processo legal seria fortemente defendido”. Jacqueline Smith defendeu a escolha dos indivíduos declarando: "Se você não pode viver de acordo com as regras pelas quais vivemos, os padrões e os valores pelos quais vivemos, deveríamos excluí-lo deste país e, o que é mais, agora tornaremos públicas as pessoas que excluímos." The Guardian criticou as ações de Jacqueline Smith.

#### Controvérsias de despesas e demissão
Jacqueline Smith foi investigada pelo Comissário Parlamentar de Padrões por acusações de que ela havia designado indevidamente a casa de sua irmã em Londres como sua residência principal, a fim de reivindicar um subsídio parlamentar para sua casa em Redditch como residência secundária, apesar de declarar explicitamente em seu site que ela "mora em Redditch". O acordo permitiu que Jacqueline Smith reivindicasse mais de £ 116.000 na casa de sua família em Redditch desde que se tornou parlamentar.
Quando questionada se era justo que ela fizesse reivindicações que se acredita terem sido feitas para itens como uma TV de tela plana e almofadas espalhadas, ela disse que as análises de suas receitas foram muito específicas. Em resposta às críticas sobre o seu subsídio de habitação, ela disse que era a “natureza do trabalho” que os deputados tinham de mobiliar e administrar duas propriedades. Jacqueline Smith disse que seguiu os conselhos das autoridades parlamentares.[carece de fontes?]
Também foi relatado que Jacqueline Smith havia reivindicado despesas com uma conta de telecomunicações que continha dois filmes pornográficos e dois outros filmes pay-per-view. Jacqueline Smith disse que foi um erro e que ela devolveria o valor. Os relatórios deixaram claro que os filmes foram vistos na casa da família em um momento em que Jacqueline Smith não estava presente, e que ela deu ao marido, Richard Timney, uma "verdadeira bronca" por causa do incidente. Este e outros casos motivaram apelos à reforma do subsídio para custos adicionais e à introdução de um novo sistema de pagamentos. Gordon Brown apoiou-a e disse que ela não tinha feito nada de errado. No entanto, Sir Alistair Graham, ex-presidente do Comitê de Padrões na Vida Pública, criticou suas ações, afirmando que nomear o quarto de hóspedes de sua irmã como sua casa principal era "quase fraudulento". Jacqueline Smith foi um dos políticos de maior destaque envolvidos no escândalo de despesas e por conta do impacto em sua vida familiar, mais tarde, ela renunciou ao cargo.
Em outubro de 2009, foi relatado que o Comissário de Padrões, John Lyon, havia analisado reclamações sobre suas reivindicações de despesas. Ele concluiu que, embora sua casa em Londres fosse uma casa genuína e ela tivesse passado mais noites lá do que em sua casa em Redditch, a casa de seu distrito eleitoral era na verdade sua casa principal, e que ela violava as regras do Commons, apesar de "significativas circunstâncias atenuantes". As reivindicações para filmes pay-per-view também foram consideradas violadas. A Sra. Jacqueline Smith não foi solicitada a devolver nenhum dinheiro, mas foi instruída a "pedir desculpas à Câmara por meio de uma declaração pessoal". Jacqueline Smith reagiu dizendo que estava "decepcionada porque este processo não levou a um conjunto de conclusões mais justas, baseadas na aplicação objetiva e consistente das regras como eram na época".
Em entrevista à Radio Times, publicada em fevereiro de 2011, Jacqueline Smith afirmou que suas despesas foram examinadas porque ela era mulher, dizendo: "[Eu] sei que foram as minhas despesas que as pessoas olharam primeiro porque eu era uma mulher e deveria ter ficado em casa cuidando do meu marido e dos meus filhos." Jacqueline Smith disse que se sentiu "mais congelada do que zangada" ao saber que seu marido havia entrado com um pedido de reembolso de despesas parlamentares por dois filmes pornográficos.
Em 2 de junho de 2009, Jacqueline Smith confirmou que deixaria o Gabinete na próxima remodelação, esperada após as eleições locais e europeias. Ela deixou o cargo em 5 de junho e voltou à bancada. Ela foi substituída por Alan Johnson. Em uma entrevista subsequente à revista Total Politics sobre seu tempo como Secretária do Interior, Jacqueline Smith descreveu como ela se sentia subqualificada para suas funções ministeriais, acrescentando que, "quando me tornei Secretária do Interior, nunca dirigi uma grande organização. Espero ter feito um bom trabalho. Mas se o fiz, foi mais por sorte do que por qualquer tipo de desenvolvimento de competências. Acho que deveríamos ter sido mais bem treinados. Acho que deveria ter havido mais indução." As principais conquistas de Jacqueline Smith como Ministra do Interior foram a introdução de leis mais rígidas sobre a prostituição, a redução nas taxas de criminalidade e a promoção de Oficiais de Apoio Comunitário da Polícia. O jornalista Andrew Pierce repetiu os comentários de Jacqueline Smith sobre sua inadequação para o cargo de Ministra do Interior, indo além, afirmando: "Smith, assolada por gafes e erros, estava irremediavelmente perdida em um dos empregos mais exigentes da política".

### Saindo do Parlamento
Nas eleições gerais de 6 de maio de 2010, Jacqueline Smith perdeu seu assento como deputada de Redditch para Karen Lumley do Partido Conservador, que ganhou o assento com uma maioria de 5.821 votos. Jacqueline Smith disse que ficou "imensamente honrada" por servir Redditch. Jacqueline Smith escreveu uma carta aberta à nova Secretária do Interior conservadora, Theresa May, informando-a de que o cargo era frequentemente visto como um "cálice envenenado".

## Depois da política
Em 2010, começou a trabalhar como consultora da KPMG e consultora da Sarina Russo Job Access. Ela se candidatou para ser vice-presidente do BBC Trust. Jacqueline Smith apresentou um documentário sobre pornografia, para a BBC Radio 5 Live, chamado Porn Again, que foi transmitido em 3 de março de 2011. Foi seguido por uma edição especial do programa Tony Livesey, discutindo pornografia. Ela aparecia regularmente no This Week e no Question Time, e também era comentarista semanal regular no Press Preview da Sky News. Ela também contribuiu para o The Purple Book em 2011, apresentando novas ideias sobre crime e policiamento.[carece de fontes?]
Em 24 de agosto de 2011, descobriu-se que Jacqueline Smith havia conseguido que dois prisioneiros, no dia da libertação, pintassem um quarto em sua casa, quando deveriam estar realizando trabalhos para beneficiar a comunidade. O Ministério da Justiça lançou uma investigação interna sobre o assunto e Jacqueline Smith fez uma doação à instituição de caridade que supervisiona o esquema. O episódio foi condenado por Matthew Elliot da TaxPayers' Alliance, que afirmou: "É uma vergonha que uma ex-secretária do Interior tenha usado prisioneiros como seus faz-tudo pessoal".
Jacqueline Smith já foi co-apresentadora de um programa semanal na estação de rádio LBC ao lado do ex-ministro conservador David Mellor - ela substituiu Ken Livingstone depois que ele saiu para disputar a corrida para prefeito de Londres em 2012. Ela se tornou presidente do University Hospitals Birmingham NHS Foundation Trust em dezembro de 2013, embora em 2020 ela tenha deixado essa função temporariamente para atuar em Strictly Come Dancing.
Jacqueline apoiou publicamente a campanha para que o Reino Unido permanecesse na União Europeia no referendo da UE de 2016, e continuou a defender um segundo referendo sobre a questão até as eleições gerais de 2019.[carece de fontes?]
Desde 2017, Jacqueline Smith é co-apresentadora de um podcast semanal sobre política e assuntos atuais, intitulado For The Many, ao lado do locutor da LBC, Iain Dale. Ela apareceu no Good Morning Britain na ITV. Ela também é presidente da Jo Cox Foundation e do Sandwell Children's Trust.
Em setembro de 2020, foi anunciado que Jacqueline Smith iria competir na décima oitava série do Strictly Come Dancing. Ela fez parceria com Anton Du Beke e se tornou a primeira celebridade a ser eliminada do programa.
Em 2021, ela foi nomeada presidente do Barts Health NHS Trust e do Barking, Havering and Redbridge University Hospitals NHS Trust.

## Vida pessoal
Jacqueline Smith casou-se com Richard Timney em outubro de 1987 e eles têm dois filhos. Jacqueline Smith empregou o marido como assessor parlamentar com um salário de £ 40.000. Em janeiro de 2020, ela e Timney anunciaram que haviam terminado o casamento.

## Honras
- 2003 - Nomeada para o Conselho Privado do Reino Unido, dando-lhe o título honorífico de " The Right Honorable " vitalício.[1]
- 2013 - Ela foi reconhecida como uma das 100 mulheres da BBC.[79]